# Ebbe Sand
Ebbe Sand (sinh ngày 19 tháng 7 năm 1972) là một cựu cầu thủ bóng đá người Đan Mạch được biết đến nhiều trong thời kì chơi cho FC Schalke 04 ở Đức. Anh là vua phá lưới Bundesliga vào năm 2001, vô địch cúp quốc gia Đức vào năm 2001 và 2002 cùng Schalke. Trên cấp độ quốc tế, anh cùng đội tuyển bóng đá quốc gia Đan Mạch dự World Cup 1998 và World Cup 2002, cũng như giải vô địch bóng đá châu Âu 2000 và giải vô địch bóng đá châu Âu 2004 và trở thành cầu thủ ghi bàn nhanh nhất ở World Cup sau khi vào sân từ ghế dự bị, chỉ 16 giây ở World Cup 1998. Tổng cộng, anh đã ra sân 66 trận và ghi 22 bàn cho đội tuyển, từ năm 1998 đến 2004. Khi hợp đồng của anh với Schalke hết hạn vào năm 2006, anh trở về Đan Mạch và trở thành tuyển trạch viên cho Silkeborg IF.

## Thống kê
| Mùa giải  | CLB                | Giải đấu   | Mọi giải đấu | Bàn thắng |
| --------- | ------------------ | ---------- | ------------ | --------- |
| 1992/93   | Brøndby IF         | SAS Ligaen | 1            | 0         |
| 1993/94   | Brøndby IF         | SAS Ligaen | 4            | 1         |
| 1994/95   | Brøndby IF         | SAS Ligaen | 8            | 2         |
| 1995/96   | Brøndby IF         | SAS Ligaen | 30           | 12        |
| 1996/97   | Brøndby IF         | SAS Ligaen | 29           | 7         |
| 1997/98   | Brøndby IF         | SAS Ligaen | 33           | 28        |
| 1998/99   | Brøndby IF         | SAS Ligaen | 31           | 19        |
| 1999/00   | FC Schalke 04      | Bundesliga | 32           | 14        |
| 2000/01   | FC Schalke 04      | Bundesliga | 33           | 22        |
| 2001/02   | FC Schalke 04      | Bundesliga | 28           | 11        |
| 2002/03   | FC Schalke 04      | Bundesliga | 33           | 6         |
| 2003/04   | FC Schalke 04      | Bundesliga | 30           | 8         |
| 2004/05   | FC Schalke 04      | Bundesliga | 28           | 8         |
| 2005/06   | FC Schalke 04      | Bundesliga | 30           | 4         |
|           | Đội tuyển Đan Mạch |            | 66           | 22        |
| Tổng cộng |                    |            | 419          | 168       |

| #  | Ngày                 | Địa điểm                                               | Đối thủ        | Bàn thắng | Kết quả | Giải đấu                            |
| -- | -------------------- | ------------------------------------------------------ | -------------- | --------- | ------- | ----------------------------------- |
| 1  | 28 tháng 6 năm 1998  | Stade de France, Saint-Denis, Pháp                     | Nigeria        | 3–0       | 4–1     | World Cup 1998                      |
| 2  | 10 tháng 2 năm 1999  | Sân vận động Poljud, Split, Croatia                    | Croatia        | 1–0       | 1–0     | Giao hữu                            |
| 3  | 27 tháng 3 năm 1999  | Sân vận động Parken, Copenhagen, Đan Mạch              | Ý              | 1–1       | 1–2     | Vòng loại Euro 2000                 |
| 4  | 28 tháng 4 năm 1999  | Sân vận động Parken, Copenhagen, Đan Mạch              | Nam Phi        | 1–0       | 1–1     | Giao hữu                            |
| 5  | 17 tháng 11 năm 1999 | Sân vận động Parken, Copenhagen, Đan Mạch              | Israel         | 1–0       | 3–0     | Vòng loại play-off Euro 2000        |
| 6  | 16 tháng 8 năm 2000  | Tórsvøllur, Tórshavn, Quần đảo Faroe                   | Quần đảo Faroe | 1–0       | 2–0     | Giải vô địch bóng đá Bắc Âu 2000–01 |
| 7  | 11 tháng 10 năm 2000 | Sân vận động Parken, Copenhagen, Đan Mạch              | Bulgaria       | 1–0       | 1–1     | Vòng loại World Cup 2002            |
| 8  | 24 tháng 3 năm 2001  | Sân vận động Quốc gia Ta' Qali, Attard, Malta          | Malta          | 1–0       | 5–0     | Vòng loại World Cup 2002            |
| 9  | 24 tháng 3 năm 2001  | Sân vận động Quốc gia Ta' Qali, Attard, Malta          | Malta          | 3–0       | 5–0     | Vòng loại World Cup 2002            |
| 10 | 24 tháng 3 năm 2001  | Sân vận động Quốc gia Ta' Qali, Attard, Malta          | Malta          | 5–0       | 5–0     | Vòng loại World Cup 2002            |
| 11 | 25 tháng 4 năm 2001  | Sân vận động Parken, Copenhagen, Đan Mạch              | Slovenia       | 3–0       | 3–0     | Giao hữu                            |
| 12 | 2 tháng 6 năm 2001   | Sân vận động Parken, Copenhagen, Đan Mạch              | Cộng hòa Séc   | 1–0       | 2–1     | Vòng loại World Cup 2002            |
| 13 | 6 tháng 6 năm 2001   | Sân vận động Parken, Copenhagen, Đan Mạch              | Malta          | 1–1       | 2–1     | Vòng loại World Cup 2002            |
| 14 | 6 tháng 6 năm 2001   | Sân vận động Parken, Copenhagen, Đan Mạch              | Malta          | 2–1       | 2–1     | Vòng loại World Cup 2002            |
| 15 | 6 tháng 10 năm 2001  | Sân vận động Parken, Copenhagen, Đan Mạch              | Iceland        | 2–0       | 6–0     | Vòng loại World Cup 2002            |
| 16 | 6 tháng 10 năm 2001  | Sân vận động Parken, Copenhagen, Đan Mạch              | Iceland        | 5–0       | 6–0     | Vòng loại World Cup 2002            |
| 17 | 13 tháng 2 năm 2002  | Sân vận động Quốc tế Nhà vua Fahd, Riyadh, Ả Rập Xê Út | Ả Rập Xê Út    | 1–0       | 1–0     | Giao hữu                            |
| 18 | 26 tháng 5 năm 2002  | Kimiidera Park, Wakayama, Nhật Bản                     | Tunisia        | 2–1       | 2–1     | Giao hữu                            |
| 19 | 21 tháng 8 năm 2002  | Hampden Park, Glasgow, Scotland                        | Scotland       | 1–0       | 1–0     | Giao hữu                            |
| 20 | 12 tháng 10 năm 2002 | Sân vận động Parken, Copenhagen, Đan Mạch              | Luxembourg     | 2–0       | 2–0     | Vòng loại Euro 2004                 |
| 21 | 28 tháng 4 năm 2004  | Sân vận động Parken, Copenhagen, Đan Mạch              | Scotland       | 1–0       | 1–0     | Giao hữu                            |
| 22 | 5 tháng 6 năm 2004   | Sân vận động Parken, Copenhagen, Đan Mạch              | Croatia        | 1–2       | 1–2     | Giao hữu                            |